# Amegilla zonata
Amegilla zonata es una especie de abeja excavadora perteneciente al género Amegilla, categorizada en la tribu Anthophorini, de la subfamilia Apinae. Fue descrita por el sueco Carlos Linneo en 1758.
Mide 11-13 mm de longitud, con pelaje de color azul metálico, en algunas partes del cuerpo contiene marcas amarillas. Habita en las selvas tropicales, también ha sido reportada en plantas de cultivo.

## Distribución
Ampliamente distribuida en el sudeste asiático, donde a menudo se confunde con la especie australiana Amegilla cingulata. En países como Indonesia, Filipinas, Malasia, Tailandia, Birmania, India, China, Japón, Nepal y Sri Lanka.